# Len Crome
Len Crome (Letònia, 14 d'abril del 1909 - Gran Bretanya, 6 de maig del 2001) fou un metge britànic d'origen letó que esdevingué responsable dels serveis mèdics de la 35a Divisió de l'Exèrcit Popular de la República durant la Guerra Civil espanyola.
Era fill d'un home de negocis jueu. Després de rebre l'educació inicial al seu país, emigrà a Edimburg (Escòcia) a estudiar medicina. Més tard, trobà feina a Blackburn, però en veure el creixement del feixisme a Europa, decidí de marxar com a voluntari en una unitat escocesa d'ambulàncies per ajudar el govern de la Segona República Espanyola en la Guerra Civil. Serví inicialment a Madrid i després de la mort del metge polonès Mieczyslaw Domanski, esdevingué oficial mèdic en cap de la 35a Divisió republicana, en la qual lluitaven les Brigades Internacionals.
Crome treballà al front fins a la retirada dels contingents internacionals el setembre del 1938 en un intent de Juan Negrín d'aconseguir la mediació internacional al conflicte.
Quan Crome retornà a Anglaterra s'afilià al Partit Comunista de la Gran Bretanya. S'instal·là a Londres i treballà de metge general a Camberwell. En esclatar la Segona Guerra Mundial i començar els bombardejos de l'aviació alemanya, pogué utilitzar les tècniques desenvolupades a Espanya destinades a formar els vigilants d'atacs aeris.
El desembre de 1942, Crome marxà a l'Exèrcit Britànic i fou destinat al Cos Mèdic de l'Àfrica del Nord. Durant l'avenç aliat a Itàlia, Crome manà la 152a Unitat d'Ambulàncies i guanyà la Military Cross a Monte Cassino. El 1945 era comandant dels hospitals militars britànics a Nàpols.
Després de la guerra, Crome descobriria que la seva mare, pare i germana havien mort en camps de concentració alemanys, després que l'Exèrcit alemany hagués envaït Letònia.
Crome retornà a Londres i estudià neuropatologia a l'Hospital Maudsley. Més tard, treballà com a patòleg a l'Hospital Fountain a Tooting. Encara es mantenia actiu en política i era secretari de la "Societat per a Relacions Culturals" amb la Unió Soviètica. Era també president de l'International Brigade Association.
Crome escrigué alguns llibres:
- Pathology of Mental Retardation (1967)
- Unbroken: Resistance and Survival in the Concentration Camps (1988).